# Palaeospinobuthus cenozoicus
Genre
Espèce
Palaeospinobuthus cenozoicus, unique représentant du genre Palaeospinobuthus, est une espèce fossile de scorpions de la famille des Buthidae.

## Distribution
Cette espèce a été découverte dans de l'ambre de la Baltique. Elle date du Paléogène.

## Description
Le mâle subadulte holotype mesure 8 mm.

## Publication originale
- Lourenço, Henderickx & Weitschat, 2005 : « A new genus and species of fossil scorpion from Baltic amber (Scorpiones, Buthidae). » Mitteilungen aus dem Geologisch-Paläontologischen Institut der Universität Hamburg, vol. 89, p. 159-166.